# Bythaelurus clevai
Bythaelurus clevai — акула з роду Bythaelurus родини Котячі акули. Інша назва «широкоголова котяча акула».

## Опис
Загальна довжина досягає 38,7 см. Голова відносно велика, зверху сильно сплощена, округла. Морда коротка й доволі широка на відміну від інших видів Bythaelurus. Очі маленькі, мигдалеподібні, з мигальною перетинкою. За ними розташовані маленькі бризкальця. Ніздрі невеличкі, з носовими клапанами. Рот широкий. Зуби дрібні, з багатьма верхівками. У неї 5 пар зябрових щілин. Тулуб стрункий. Грудні плавці широкі. Мають 2 маленьких спинних плавця, розташовані у хвостовій частині. Хвостовий плавець довгий, гетероцеркальний.
Забарвлення сіро-коричневе. Черево зазвичай світліше. Плавці мають невелику білу облямівку.

## Спосіб життя
Тримається на глибинах від 425 до 500 м, континентальному шельфі. Воліє до піщаних ґрунтів. Полює на здобич біля дна. Живиться ракоподібними, головоногими та черевоногими молюсками, невеличкою донною рибою, личинками морських тварин.
Це яйцекладна акула. Самиця відкладає 2 яйця.

## Розповсюдження
Мешкає біля південно-західного узбережжя о. Мадагаскар.